# ジャイアントパンダ
ジャイアントパンダ（学名：Ailuropoda melanoleuca、中国語: 大熊猫）は別名オオパンダとも呼ばれ、中国の四川、陝西、甘粛省の高山地帯に自然生息する大型のクマ科動物である。彼らは最も識別しやすい野生動物の一つで、その特徴的な黒と白の毛皮、大きな丸い体、そして表情豊かな顔で知られている。成体の体重は通常、100〜150キログラムに達し、オスの方がメスよりやや大きい傾向がある。
ジャイアントパンダの食生活は非常に特殊で、主に竹を食べる。竹は栄養価が低いため、パンダは毎日大量の竹（約12〜38キロ）を食べて栄養を確保する必要がある。竹以外にも、果物、野菜、時には魚や小動物を食べることもあるが、これらは彼らの食事のごく一部を占めるに過ぎない。
繁殖に関しては、ジャイアントパンダは非常に特異な行動を示す。彼らは一般的に孤独で、特に繁殖期以外は他のパンダと交流することはほとんどない。メスは2〜3年に一度のみ発情期を迎え、その期間は非常に短いため、繁殖の機会は限られている。妊娠期間は約95〜160日で、通常1〜2頭の子を産むが、生き残るのは通常1頭だけである。
ジャイアントパンダの最大の脅威は生息地の喪失と破壊である。農業、開発、森林伐採により、彼らの自然な生息地は断片化され、食料源である竹林の減少につながっている。これらの問題に対処するため、中国政府と国際社会はパンダの保護とその生息地の回復に力を入れている。多くの保護区が設立され、パンダの研究と繁殖プログラムが進行中である。ジャイアントパンダはその独特な外見と稀少性から、世界中で保護の象徴として親しまれている。

## 分布
中華人民共和国（甘粛省、四川省、陝西省）。湖北省、湖南省では絶滅。
化石記録から、古くは北京周辺からベトナム北部、ミャンマー北部にかけて分布していたと考えられている。

## 形態
歯列は門歯が上下6本ずつ、犬歯が上下2本ずつ、小臼歯は上下8本ずつ、臼歯は上顎4本、下顎6本の計42本。臼歯は大型でタケ類を噛み砕くのに適していて、顔も幅広い。食道には輪状の角質が並ぶ。胃の隔壁は厚い。小腸はクマ科内でも短く（表面積が小さい）、盲腸や直腸の表面積は大きい。肛門や性器の周辺に、分泌腺がある。

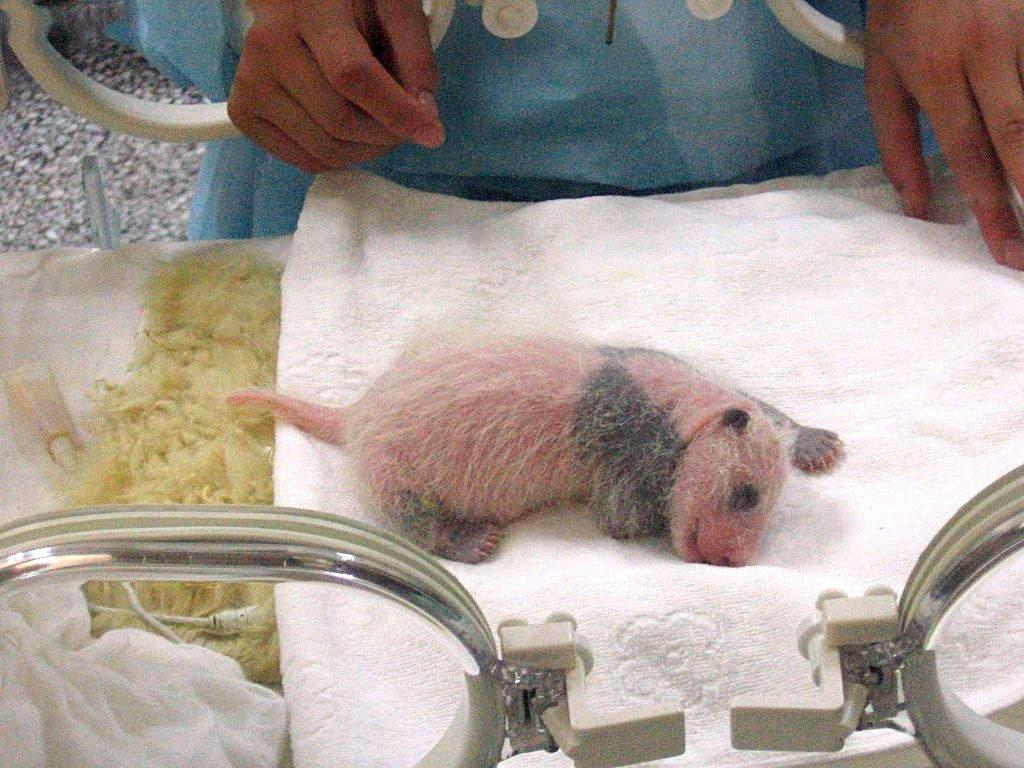
生まれて間もないジャイアントパンダ。体重は150gほど。

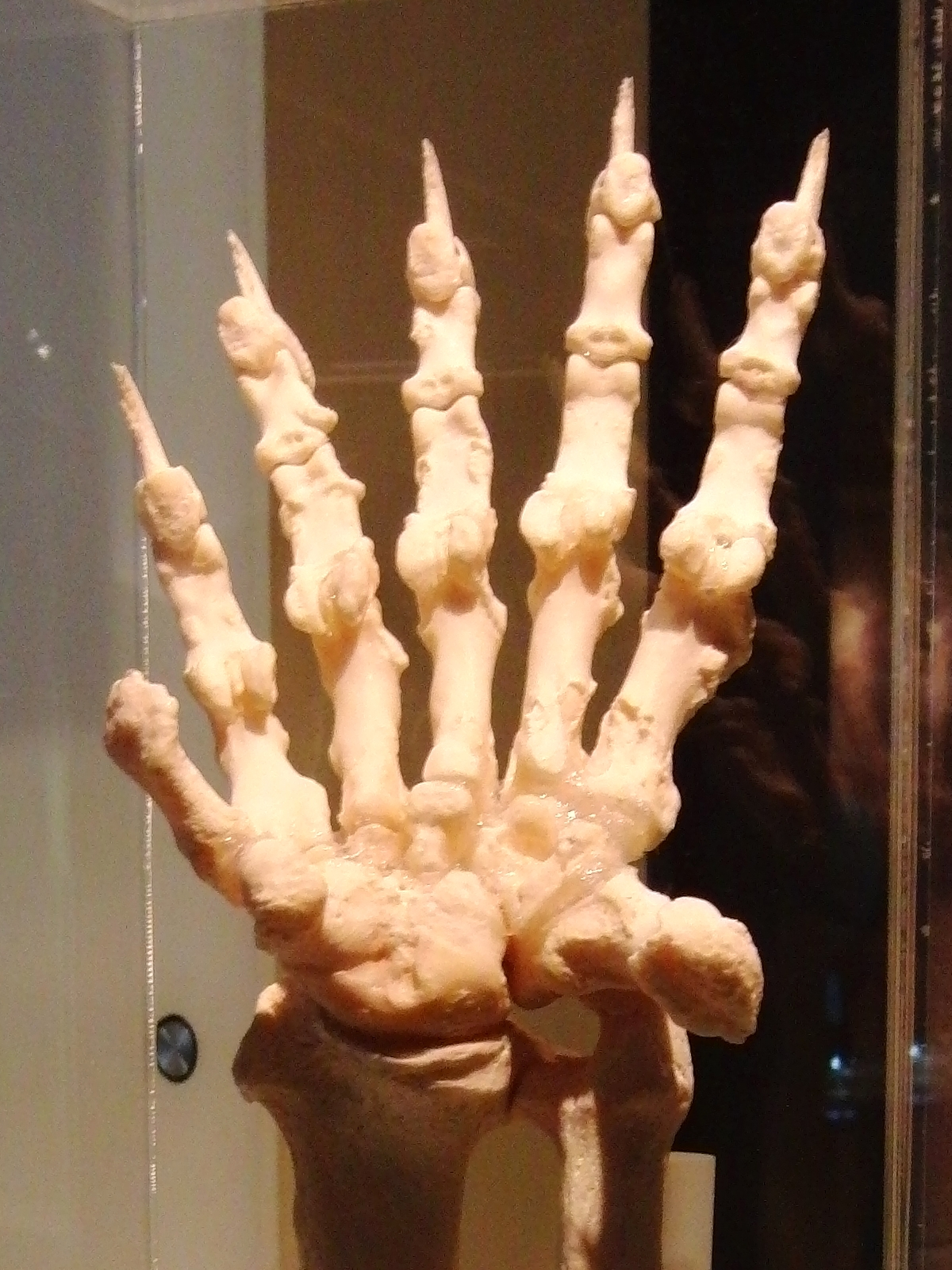
ジャイアントパンダ（フェイフェイ）の左前肢の骨。国立科学博物館の展示。

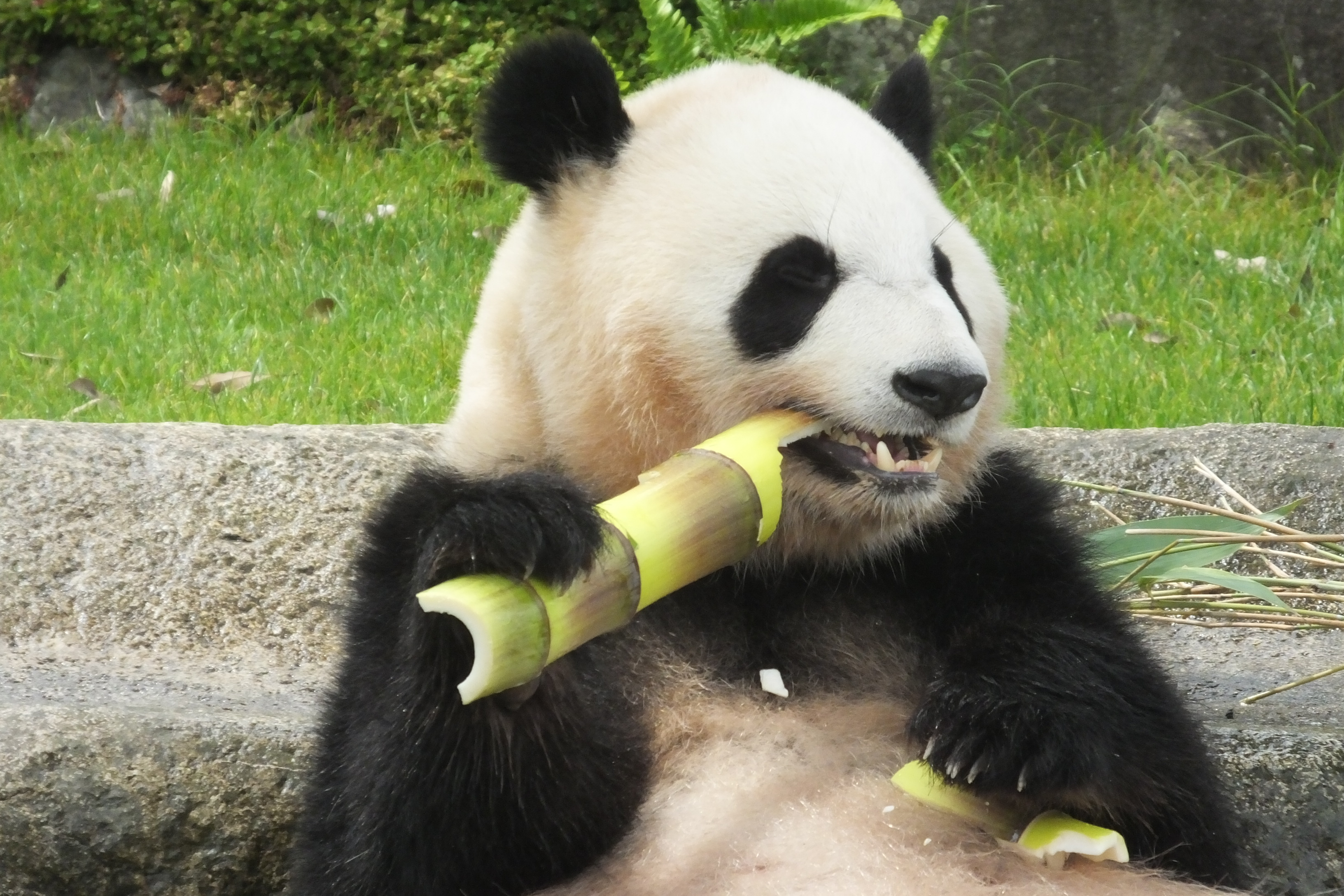
右前足で竹をつかんで食べるジャイアントパンダ（アドベンチャーワールドにて）2021年5月撮影

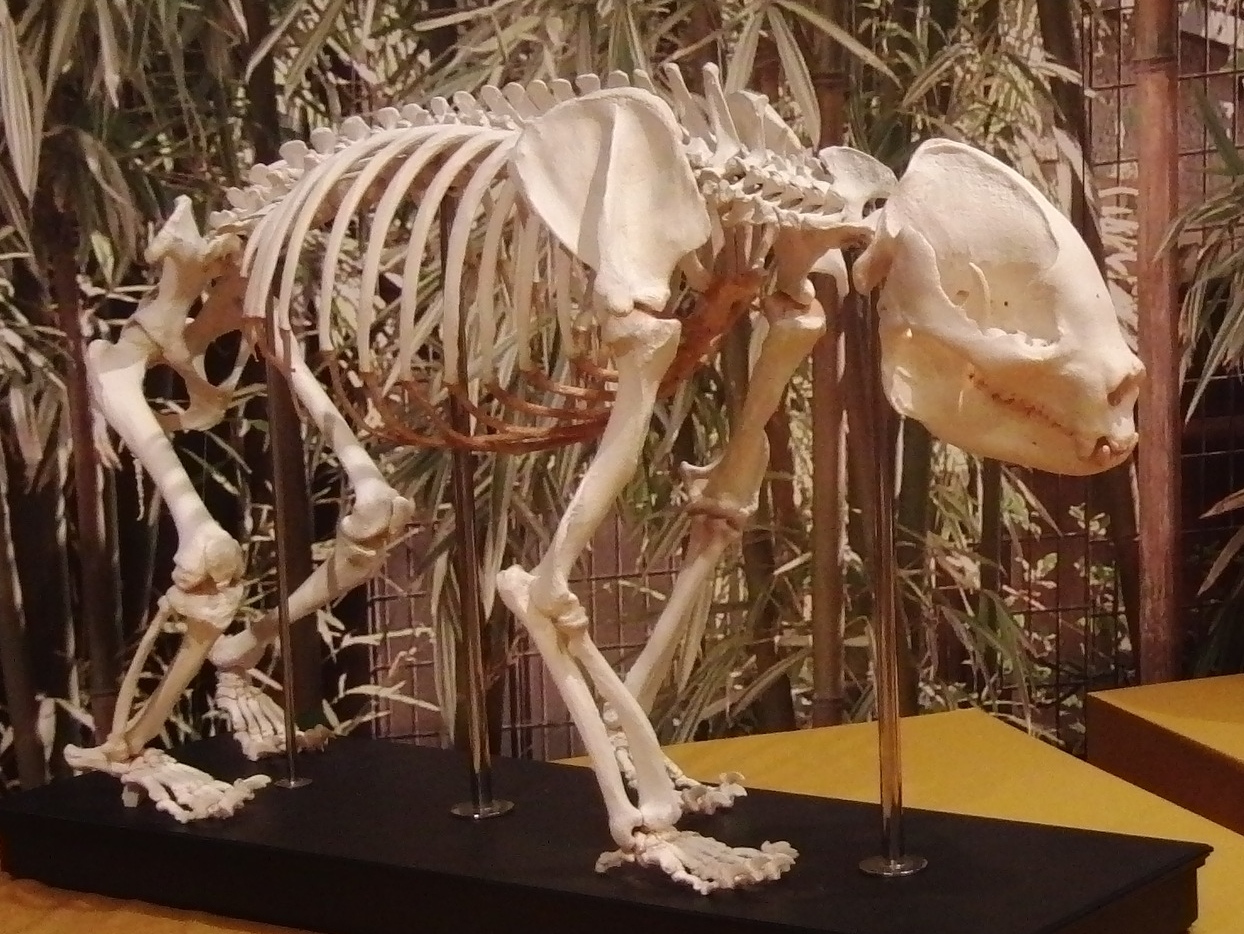
ジャイアントパンダ（トントン）の骨格標本（国立科学博物館所蔵）

乳頭の数は4個。
体長・体重
頭胴長（体長）120 - 150センチメートル。体重オスは100キログラム、メスは90キログラム（飼育個体ではオス120キログラム、メス100キログラム）。立ち上がると170cm程度になる。
体毛
全身は分厚い体毛で覆われる。眼の周り、耳、四肢、背中の両肩の間の毛が黒く、他の部分は白色（クリーム色）である。種小名 melanoleuca は「黒白の」の意。この模様や色使いは「単独行動が維持できるように近すぎる距離での遭遇を回避するのに役立っている」「周りの景色に溶け込んで外敵の目から逃れるためのカモフラージュの役割を果たしていた」等と考えられている。色彩は古くは捕食者から輪郭をごまかすのに役立ったり積雪地域での保護色だったとする説もあるが、現在では人間以外の捕食者はほとんどおらず雪もあまりない環境で生活している。
ジャイアントパンダの毛は軟らかそうなイメージがあるが、軟らかいのは生後約1年くらいまでであり、成獣の毛は豚毛ブラシに近く、比較的硬い。毛皮は、硬くて脂ぎっている。
頭
2～3頭身の乳幼児体型で大きい。また目・鼻・口は顔の下半分に集中している。堅い竹を噛み潰す必要上、筋肉が頭蓋骨の上方に位置するため額も広い。
尾
尾長10 - 15センチメートル。尾はほとんど成長しないため、成獣では目立たない。ジャイアントパンダのぬいぐるみ・人形・キャラクターグッズなどのなかには、尾を黒く塗った商品を見かけるが、汚れなどによる誤解や思い込みに基づいて色付けされており、本種の尾の色は正しくは白色（クリーム色）である。
幼少期
生まれた直後は毛が一切生えておらず、薄いピンク色をしている。生後約1週間から十日程で毛根の色が透けるため白黒模様が見え始める。生後1か月ほど経つと親と同じような模様の毛が生え揃う。
出産直後の幼獣は体長15センチメートル。体重85 - 140グラム。
手
通常、クマは前肢の構造上、物を掴むという動作ができない。しかし、唯一ジャイアントパンダは竹を掴むことができるように前肢周辺の骨が特殊に進化している。第一中手骨（親指）側にある撓側種子骨と第五中手骨（小指）側にある副手根骨が巨大化して指状の突起となっており、その突起を利用して物を押さえ込む。撓側種子骨は人間の親指のように見えることから「偽の親指」や「第六の指」と呼ばれている。
ジャイアントパンダは撓側種子骨があることで物を掴めると長い間考えられてきたが、実際に竹のような太さの棒状の物体を掴むには撓側種子骨に加え、「第七の指」副手根骨が必要であることが、遠藤秀紀ら (1999) によって示された。パンダがこれら2つの骨を使って物を掴む仕組みは、論文の中で「ダブル・ピンサー」、すなわち「パンダの掌の二重ペンチ構造」と紹介されている。
眼
眼の周りの模様が垂れ目のような形をしているが、実際の眼は小さく上がり気味で鋭い目付きである。視力はあまりよくないと考えられていたが、研究によって2000年代、灰色と様々な色合いを区別できることが確認された。
内臓
消化器官や歯の構造はクマやアザラシ等、他の肉食動物と大変似ている。犬歯は大きく、奥歯も大きく平らな臼歯で人間のおよそ7倍の大きさである。腸や盲腸は草食性としては短い構造がデメリットとなり、セルロースを多く含む竹などの食物を食べた場合、栄養摂取の効率が低く、それを量で補うため、ジャイアントパンダは一日の大半を竹を食べることに費やしている。また、陝西省仏坪県の自然保護業務関係者は、三官廟一帯で秦嶺の野生のパンダが牛の足の骨をかじった跡を確認している。
ジャイアントパンダはこれまでアルビノの個体が確認されておらず、その姿や存在を実証する術もなかったことから「存在し得ないもの」と見られていたが、2019年4月中旬に四川省・臥竜国立自然保護区にて真っ白な毛色のジャイアントパンダが歩行している様子を山中に設置されたカメラが捉えており、目が赤く足の部分の毛も白いことから、同地管理局では紛れもないアルビノの個体であるとされている。さらに同管理局によれば、専門家は「外部の特徴からこのパンダは遺伝子上の異常が原因で白化した」と分析しているという。

## 分類
1869年3月11日、博物学に長けたフランス人宣教師のアルマン・ダヴィドが、現在の中華人民共和国四川省西部宝興県にて地元の猟師が持っていた白黒模様のパンダの毛皮を欧米人として初めて発見した。後日、パリの国立自然史博物館に毛皮と骨などを送った。これがきっかけとなってジャイアントパンダの存在が知られるようになり、毛皮目当てに狩猟ブームになった。20世紀になると絶滅の危機を迎えていた。探検家のウィリアム・ハークネスが生体をアメリカに連れて帰ろうとしたが、病で死んだ。その後、妻のルース・ハークネスが、1936年11月にジャイアントパンダの幼獣を見つけて自国に連れ帰った。その剥製がアメリカ自然史博物館に保管されている。1938年、現地中国において狩猟が禁止された。
クマ科に似ているが、アライグマ科に近い特徴も持つ。そのためクマ科に属するか、アライグマ科に属するか、独立したパンダ科（もしくは、ジャイアントパンダ科）に属するかの論争が長年繰り広げられていたが、古生物学、形態学、分子系統学的研究の結果、近年ではクマ科に分類される。一方、レッサーパンダは独立したレッサーパンダ科に分類された。
2005年に頭蓋骨が小型で臼歯が大型であること、上胸部が暗褐色（通常は黒い）・腹部も褐色の個体が多いか白い個体でも褐色の体毛が混じる（通常は白い）こと、DNA指紋法による分子解析から秦嶺山脈の個体群を亜種 A. m. qinlingensis とする説が提唱された。一方でこの亜種を認める説は、有力ではない。

## 生態
標高1,200 - 4,100メートル（主に1,500 - 3,000メートル）にある、竹林に生息する。3.9 - 6.2平方キロメートルの、行動圏内で生活する。1日あたり500メートル以上を移動することはまれ。昼夜を問わずに活動するが、薄明薄暮性傾向が強い。冬季になると、積雪の少ない標高800メートルくらいの地域へ移動する。
生後40 - 60日で開眼する。授乳期間は8 - 9か月。生後5 - 6か月でタケなどを食べるようになる。生後4 - 5年で、性成熟すると考えられている。飼育下での最長寿命は34年だが、通常は長くて26年。
自然界では、成獣の天敵となるような生物は特にいないが、幼獣にはヒョウやドールといった天敵がいる。

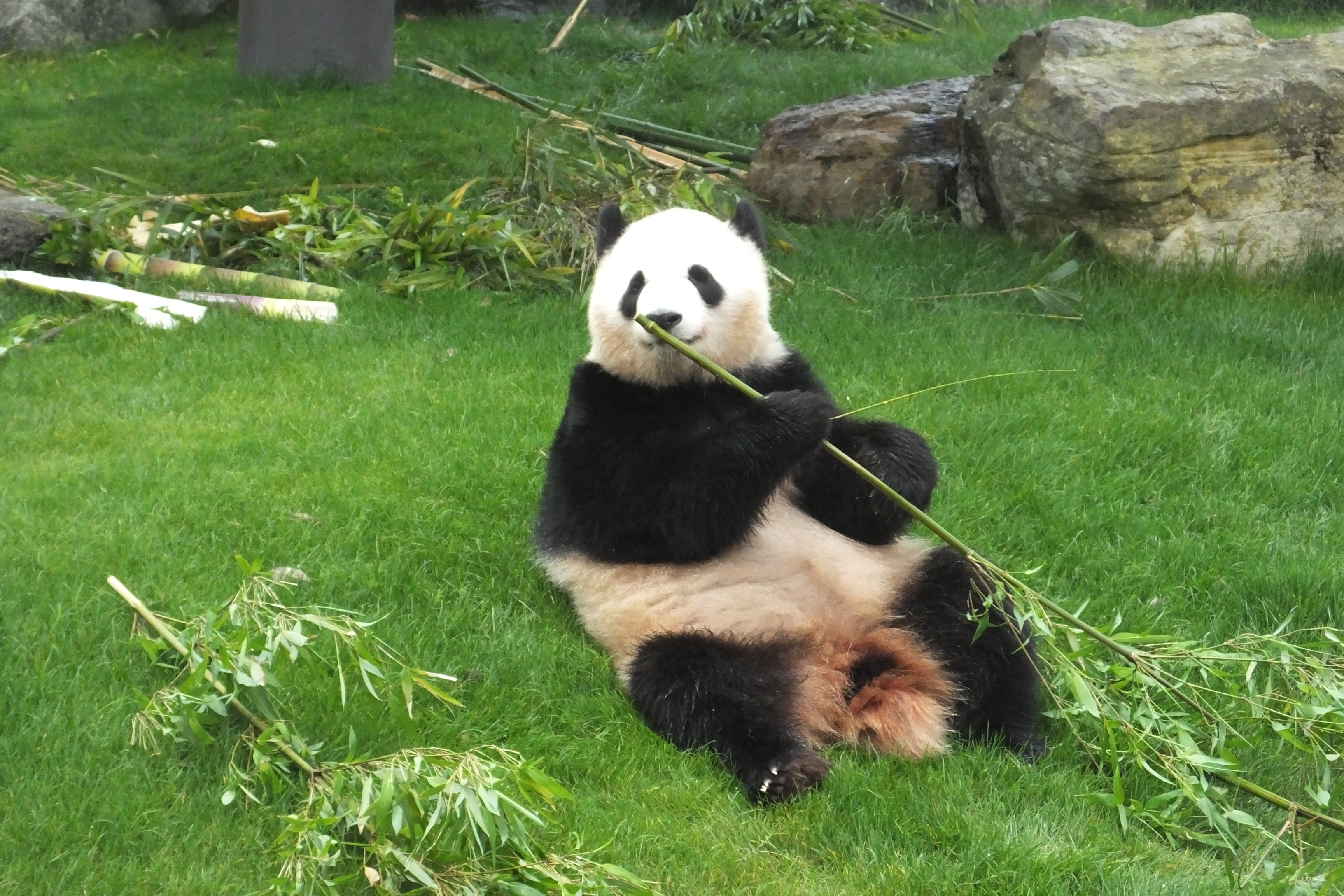
竹を食べる様子（アドベンチャーワールド）

食事
1日あたり10 - 18キログラム、水分の多いものだと38キログラムの食物を食べる。これは体重比にして約45%の量に達する。1日のうち55%（平均14時間）を採食に費やすのは、消化器官が植物の消化に適しておらず、栄養摂取の効率が低いためとされる。消化率は約20%で、食後約12時間（タケノコでは約5時間）で排泄される。食性の99%を、タケ類やササ類の葉・幹・新芽（タケノコ）が占める。小型哺乳類・魚・昆虫等の小動物、果物を食べることもあり、他のクマ類と同様に肉食を含む雑食性の特徴も微少であるが残っている。イチハス・クロッカス・リンドウなど他の植物質、ネズミ類・ナキウサギ類などの小型哺乳類、魚類などを食べた例もある。
氷期の到来による気候変動がもたらす食糧不足から偏食を余儀なくされ、常に入手しやすい竹ばかり食べるようになったと考えられている。かつての中国の飼育環境では、竹以外にも肉や野菜、パンダ粥（馬肉スープで麦飯を炊き上げたもの）などを中心とした餌が与えられていた。ミルク粥や煮芋、サトウキビは、竹の採食量を減らすほど好物である。野生下でも、稀に人里に降りて家畜を食い殺す事件が発生するなど、機会があれば生肉を拒まない。しかしながらその後、中国のパンダ保護研究センターの研究で、食欲良好の目安である糞量が10キログラムから20キログラムに引き上げられ、糞量を上げる竹の採食が再認識されて、現在では竹を多く食べさせ、野菜や果物、栄養団子などは少量与えるメニューに見直されている。

行動
群れや家族を形成せず、基本的に単独で行動している。他のクマ科動物と異なり、冬眠はしない。
繁殖
繁殖期は年に一度、3月から5月の間であり、マーキング（territorial marking）が行われることもある。メスの受胎が可能な期間は数日ほど。妊娠期間は3か月から6か月で、洞窟や樹洞で出産する。1回に1 - 2頭の幼獣を産む。飼育下では3頭を産んだ例もある。出産間隔は隔年だが、幼獣が早期に死亡すると、翌年に出産することもある。
繁殖力は低い部類に入り、乱獲と並んでパンダの絶滅危機の原因でもある。近年の研究によって、発情期以外でも声と匂い付けによって他のパンダと頻繁にコミュニケーションをとり、しばしば交流することが判明している。
クマ科の気性
外見や動作の特徴は人間にとって「愛らしさ」と映り、そのような面が注目を集めるが、クマ科動物として気性の荒い一面も併せ持っている。動物園の飼育員や見学客などが襲われる事件が、過去には何件か発生している。

## 人間との関係
爾雅注疏では本種と推定される「竹を食べる白黒模様をしたクマのような動物」が貘として記述されており、銅鉄も食べる動物と考えられていた。これは竹が矢の原料であることから矢を食べる動物と伝わり、時代が進んで金属製の矢が出現したことで金属も食べる、と変化していったと考える説もある。白居易が記した「獏賛序」では貘は金属を食べるという記述のみが誇張され、唐以前にはそれ以外の特徴がなくなったと推定されている。加えて唐時代に、本種と同じ白黒模様をしたマレーバクが混同したと推定されている。説文解字注から、清時代でも貘は金属を食べる生物とされている。中華民国では本種の呼称は猫熊で、中国共産党の影響が大きい地域あるいは中国共産党解放後に左書きに誤読され熊猫になったとする説もある。台湾での本種の呼称が猫熊であることも上記が理由とする説もあるが、一方で中国共産党の影響が大きくない1934年初版の辞海においても既に熊猫は記述されている。一方でこの辞海初版での熊猫の解説は「新疆産の怪獣。体は大型で、現存する怪獣の中でも最も珍しいもののひとつ。」などと記述されており本種とは結びついていない、この時点では本種を猫熊と呼称することは定着していなかったと考えられている。例としてDavidの発見時における本種の現地での呼称は、「白熊」だったとされている。
世界自然保護基金のシンボルマークのモチーフになっている。独特の色彩に関しては人間の少女と仲良くなったがその少女が亡くなり、葬儀で号泣して目をこすり自分自身を抱きかかえたためだとする古代中国の伝承がある。
毛皮は寝具にすると夢により未来を予知できると信じられたこともある。

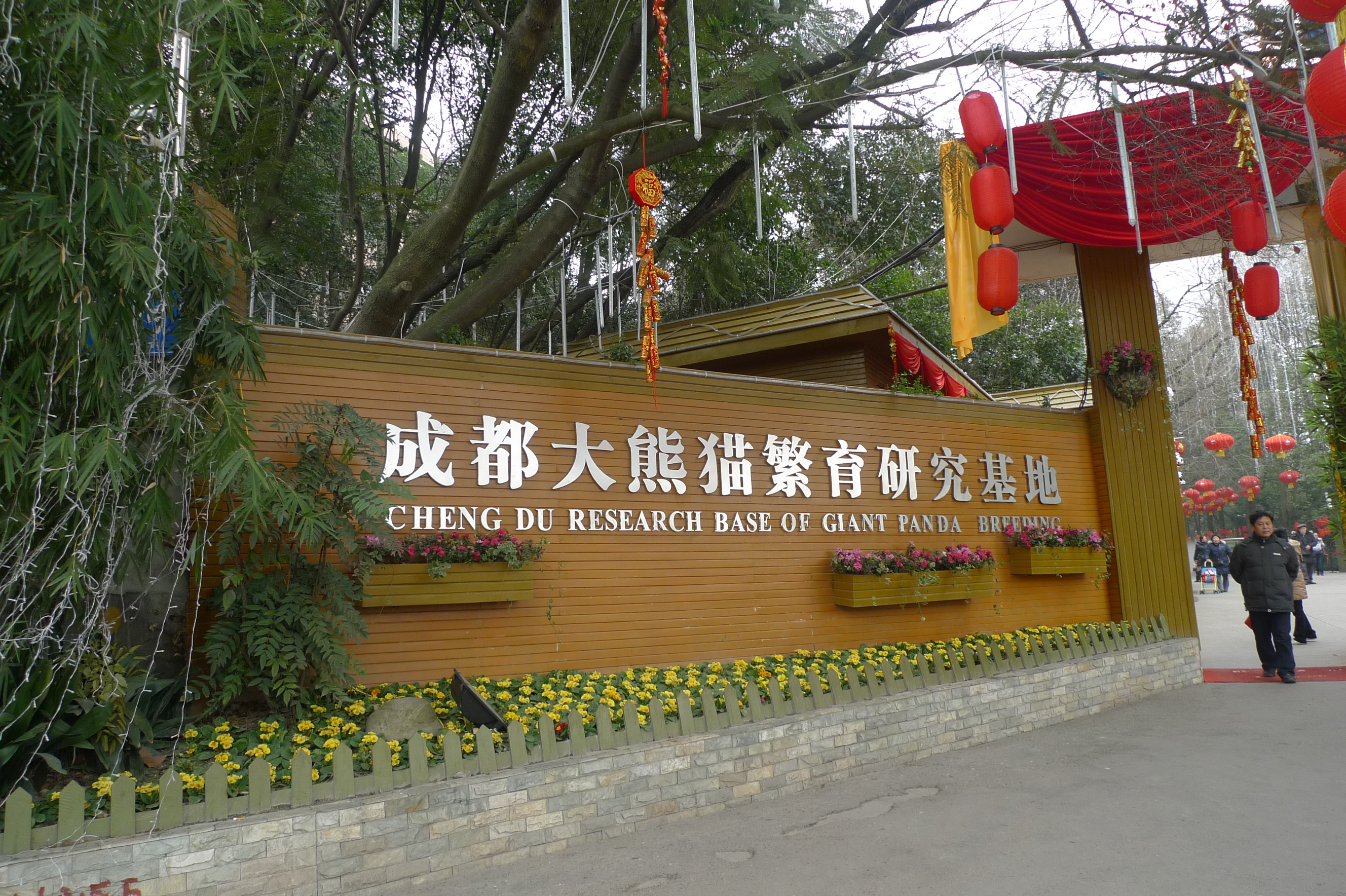
成都ジャイアントパンダ繁殖研究基地
（四川省・成都市）

竹林伐採や農地開発による生息地の破壊、毛皮目的の密猟、ジャコウジカ猟用などの罠による混獲などにより生息数が減少した。1985 - 1991年に、278人が123件の密輸容疑で有罪判決を受けている。2016年の時点では生息数が増加傾向にあるが、将来的には気候変動などによる竹の減少に伴い生息数が減少すると推定されている。
1963年に保護区が設置され、1995年の時点で13か所・5,827平方キロメートルが保護区に指定されている。このうち最大のものは臥龍自然保護区で、約2,000平方キロメートルに達する。1989年からは保護区の増設、伐採や狩猟の規制、分断した生息地を繋ぐ回廊を設置する試みなどが進められている。1990年代にクローンを作成する試みが発表されたが、成功したとしても効果は疑問視されている。1983年に中華人民共和国の個体群がワシントン条約附属書IIIに、1984年にワシントン条約附属書Iに掲載されている。
調査方法や地域がそれぞれ異なるため単純な比較はできないものの、中国は10年に一度、生息数の調査を行っており、1974 - 1977年における生息数は2,459頭、1985 - 1988年における生息数は1,216頭、2000 - 2005年における生息数は1,596頭、2011 - 2014年における生後1年半以上の個体の生息数は1,864頭と推定されている。2016年には、IUCNのレッドリストの絶滅危惧種（EN：危機）から1ランク低リスクの絶滅危惧種（VU：危急）に引き下げられている。

国家一級重点保護野生動物にも指定されている。臥龍自然保護区内には1983年に臥龍パンダ保護研究センターが建設され、ジャイアントパンダの飼育・研究が行われ、また、大いに観光客を呼び込んでいたが、2008年の四川大地震によって壊滅し、飼育されていたジャイアントパンダはちりぢりに各地の動物園に移された。廃墟となったセンターは放棄されたが、近隣の耿達郷の神樹坪に急遽センターが再建され、2012年10月30日に仮オープンしパンダ18頭の帰還式が行われた。
中華人民共和国では、ジャイアントパンダの密猟は重罪とされている。過去には死刑が最高刑であったが、1997年以降法律が改正され、現在は20年の懲役刑が最高刑となっている。死刑が最高刑であった時代に、実際に処刑（主に銃殺刑）が行われたこともある。密猟はジャイアントパンダを食料にしたり、高値で取引される毛皮を手に入れるために行われることが多く、主な原因としては、中国における自然保護の管理システムの問題と、ジャイアントパンダの生息地における住民の経済的基盤の問題が挙げられている。また中国では熊の肉、特に手足が高級食材として取引されていることから、熊肉に混じってパンダの肉も売買されることがある。
経済発展が続く中華人民共和国では、生息地域だった土地の開発が進むにつれて、ジャイアントパンダが孤立する傾向にあり、繁殖期になっても交尾の相手が見つからないといった事態が起きている。また、本種の主食である竹は約60年から120年に1度、一斉に開花して枯れてしまうため、一種類しか竹が生えていない地域の場合、この時期に食料にありつけず餓死してしまうことがある。以前であれば竹枯死の発生していない他の地域に、ジャイアントパンダ自身が移動することによってその事態を回避することもできた。20世紀後半以降は道路建設や森林伐採、住宅や農地の開発など、人間が生息地を分断したことによって、移動できなくなった地域もあり、竹枯死の影響が大きくなるとみられる。そのような問題点を改善するために、生息地域付近の開発制限、保護区の拡大、他地域のジャイアントパンダ同士が相互に交流できるように「緑の回廊（ワイルドライフコリドー、グリーンコリドー、en）」を造る計画を進めている。
2004年に発表された調査では、現在、中華人民共和国四川省北部の岷山山地、陝西省南部の秦嶺山脈、甘粛省南部などに約1,600頭が生息している。2006年、生育センターなどで飼育中のジャイアントパンダは計217頭、野生では約1,590頭が生育している。この数は1980年代末より約40パーセント増えている。2014年の調査で中国国内の野生パンダの生息数は1864頭にまで回復した。
1954年からジャイアントパンダの飼育を始めた北京動物園が、1978年に初めて、人工授精での繁殖に成功した。1990年の時点では1980年にメキシコのチャプルテペック動物園が（8日後に死亡）、1982年にスペインのカサデカンポ動物園が人工授精での繁殖に成功している。1983年にアメリカ合衆国のワシントン動物園でも飼育下繁殖例があるが、生後3時間で死亡している。
日本では1972年に恩賜上野動物園で初めて飼育された（カンカンとランラン）が、ランランは1979年に妊娠中毒と腎不全の合併症、カンカンは1980年に心不全により死亡している。1980年に来日したホァンホァンと1982年に来日したフェイフェイのペアが1985年に人工授精での繁殖に成功したが、幼獣は生後43時間で死亡している。ホァンホァンとフェイフェイのペアは1986年に人工授精での繁殖に成功し（トントン）、続けて1988年にも人工授精での繁殖に成功した（ユウユウ）。2021年の時点で、全世界での飼育数は673頭である。

### 名称
属名 Ailuropoda は、古代ギリシア語: αἴλουρος (ailouros) 「猫」 ＋ πούς (pous; 語幹: pod-) 「足」 の合成語。
種小名 melanoleuca は同じくギリシア語 μέλας (melas; 語幹: melan-) 「黒い」と λευκός (leukos) 「白い」とをつなげて、「黒白の」といった意味あいである。
パンダという動物名は1825年に初めて使用された。

#### 世界の通用名（大小のパンダ）
今では世界中の諸言語で単に「panda、パンダ」と呼ぶ場合、レッサーパンダではなくこのジャイアントパンダを指すことが多いが、学術的に発見されたのは1835年のレッサーパンダが先であり、オリジナルの「パンダ」に比して大きな新種（当時はそのように考えられた）が1869年になって発見されたことを受け、「lesser （レッサー、意：より小さい、小型の）」という特徴が名前に付け加えられた経緯がある。そのため、より古い文献では単に「panda」「common panda」と呼んでいる場合、現代のレッサーパンダを指すことがある。例えば、ブリタニカ百科事典は2013年時点でもジャイアントパンダを「giant panda」「panda bear」と呼称し、レッサーパンダを「panda」と呼称していた（2015年版では修正済み）。
「panda」という呼び名の由来については、英語の「panda」がフランス語で同じ綴りの「panda」に由来することがわかっているが、フランス語の呼称の語源は定説がなく、ネパール語で「竹を食べるもの」を意味する「ponja （ポンジャ）」「panja （パンジャ）」「poonja （ポーンジャ）」などに求める説、特徴的な手根骨などの骨格に求める説などがある。西洋の世界はもともと赤いパンダにこの名前を付けた。赤いパンダに関連していると間違って言われた1901年まで、ジャイアントパンダは「白黒の猫の足の動物」（Ailuropus melanoleucus）と呼ばれていた。ただし、これらの語はどのようなネパール語辞書からも見付けることができないものであり、論拠に疑問がある。

#### 中国語名
古代中国では「食鐵獸」、「嚙鐵」、「貘」（現代でいうバクとは別）など多くの呼称があり、民間の別称でも「花熊」と「竹熊」がある。一方、標準名では「大熊猫」（大熊貓 / 大熊猫、dàxióngmāo; ダーションマオ）と呼び、亜種レベルでは模式亜種 A. m. melanoleuca を「四川大熊猫」（四川大熊貓 / 四川大熊猫、Sìchuán dàxióngmāo）、もう一つの亜種 A. m. qinlingensis を「秦嶺大熊猫」（秦嶺大熊貓 / 秦岭大熊猫、Qínlǐng dàxióngmāo）として呼び分ける。
中国語で言う「熊猫」（繁体字: 熊貓、簡体字: 熊猫）も、レッサーパンダに由来する。猫にあまり似ていないジャイアントパンダであるが、それを指す中国語に「猫」という字が入るのも、元はこの名がレッサーパンダを指していた名残である。
中国の山奥では、竹を食べる等、生態が似ているため、レッサーパンダが大きくなるとジャイアントパンダになると信じられていた地域もある。今でも、熊ではなく猫の仲間だと誤解している中国人が少なくない。
中国大陸ではパンダは「大熊猫」（大熊貓 / 大熊猫、dàxióngmāo; シュンマオ）と呼び、台湾では「大猫熊」（大貓熊 / 大猫熊、dàmāoxióng; マオシュン）が一般的である。台湾では元は「熊猫」が一般的であり、1988年の台南ニセパンダ事件が大衆の注目を浴びた結果、「熊猫」か「猫熊」かの論争が巻き起こり、1990年に行政院新聞局が用語を「熊猫」に統一する結果となったが、行政院農業委員会は「素人が専門家を指導している」と批判して引き続き「猫熊」を使用した。

#### 日本語名
日本語では標準和名「ジャイアントパンダ」のほか、ジャイアント部分を日本語にした「オオパンダ」という和名が存在し、一時はこれが主流になっていた。これ以外に「イロワケグマ」や「シロクログマ」という和名もジャイアントパンダと並んで使用された例がある。

### 飼育
現在ジャイアントパンダはワシントン条約で国際取引が禁止されているので、日本国内で飼育されているものはすべて「日中飼育繁殖研究」という名目で中華人民共和国から借り入れている。パンダは「お見合い」によるペアリングが極めて難しく、ジャイアントパンダが大量に飼育されている中国の施設でオスとメスの相性を見てカップルを作る形でないと繁殖は難しいため（日本で2匹の雌との間に19年間で16頭の子供を、しかも全て自然交配で設けたアドベンチャーワールドの永明は例外的とされる）、日本国内で誕生したジャイアントパンダについては、おおむね性成熟に達する2歳ぐらいになったら繁殖の為に中国に帰国することになる。2020年11月時点での最多出産は、アドベンチャーワールドの「良浜」（7回）。

#### 日本
- 東京都恩賜上野動物園：東京都台東区 2頭（蕾蕾［レイレイ］：メス、暁暁［シャオシャオ］：オス）[56][57]

| カナ名             | 漢字名 （中国語読み）              | 性 別 | 出生日 ※推定    | 来日日／ 日本で生誕                                     | 死亡日／ 現住地                        | 日本出国日                                       | 居住地 （滞在地）                             | 父母         |
| ------------------ | ---------------------------------- | ----- | --------------- | ------------------------------------------------------- | -------------------------------------- | ------------------------------------------------ | --------------------------------------------- | ------------ |
| カンカン           | 康康（Kang Kang） （中国名：新興） | オス  | 1970年 11月※    | 1972年10月28日                                          | 1980年 6月30日                         | 日本で死亡                                       | 東京都恩賜上野動物園                          | 野生         |
| ランラン           | 蘭蘭（Lan Lan） （中国名：二興）   | メス  | 1968年 11月※    | 1972年10月28日                                          | 1979年 9月4日                          | 日本で死亡                                       | 東京都恩賜上野動物園                          | 野生         |
| フェイ             | 飛飛（Fei Fei）                    | オス  | 1967年 ※        | 1982年11月9日                                           | 1994年 12月14日                        | 日本で死亡                                       | 東京都恩賜上野動物園                          | 野生         |
| ホアン             | 歓歓（Huan Huan）                  | メス  | 1972年 ※        | 1980年1月29日                                           | 1997年 9月21日                         | 日本で死亡                                       | 東京都恩賜上野動物園                          | 野生         |
| チュチュ           | 初初（Chu Chu）                    | オス  | 1985年 6月27日  | 日本                                                    | 1985年 6月29日                         | 日本で死亡                                       | 東京都恩賜上野動物園                          | 飛飛/歓歓    |
| トントン           | 童童（Tong Tong）                  | メス  | 1986年 6月1日   | 日本                                                    | 2000年 7月8日                          | 日本で死亡                                       | 東京都恩賜上野動物園                          | 飛飛/歓歓    |
| ユウユウ           | 悠悠（You You）                    | オス  | 1988年 6月23日  | 日本                                                    | 2004年 3月4日                          | 1992年11月13日                                   | 東京都恩賜上野動物園                          | 飛飛/歓歓    |
| リンリン           | 陵陵（Ling Ling）                  | オス  | 1985年 9月5日   | 1992年11月5日 2001年4月25日 2002年4月24日 2003年4月26日 | 2008年 4月30日                         | 日本で死亡                                       | 東京都恩賜上野動物園                          | 楼楼/岱岱    |
| シュアン           | 双双（Shuan Shuan）                | メス  | 1987年 6月15日  | 2003年12月3日                                           | 2022年 7月6日                          | 2005年9月26日                                    | 東京都恩賜上野動物園                          | 貝貝/迎迎    |
| シャン             | 珊珊（Shan Shan）                  | オス  | 1955年※         | 1980年3月23日                                           | 1985年 6月                             | 1980年6月2日                                     | 福岡市動物園                                  |              |
| パオリン           | 宝玲（Bao Ling）                   | メス  | 1963年※         | 1980年3月23日                                           | 1988年 12月                            | 1980年6月2日                                     | 福岡市動物園                                  |              |
| ウェイ             | 偉偉（Wei Wei）                    | オス  | 1973年※         | 1981年1月6日                                            | 1992年 3月                             | 1981年                                           | 上海雑技団 （日本巡回）                       |              |
| サイサイ           | 寨寨（Zhai Zhai）                  | オス  | 1975年※         | 1981年3月10日                                           | 1999年 2月                             | 1981年9月17日                                    | ポートピア'81博覧会                           |              |
| ロンロン           | 蓉蓉（Rong Rong）                  | メス  | 1964年※         | 1981年3月10日                                           | 1993年                                 | 1981年9月17日                                    | ポートピア'81博覧会                           |              |
| トントン           | 東東（Dong Dong）                  | オス  | 不明            | 1989年9月15日                                           | 不明                                   | 1989年11月12日                                   | こうふ博'89+パンダ展                          |              |
| ビンビン           | 冰冰（Bing Bing）                  | メス  | 1986年 8月6日   | 1989年9月15日                                           | 成都ジャイアントパンダ繁殖研究基地     | 1989年11月12日                                   | こうふ博'89+パンダ展                          |              |
| コウコウ （初代）  | 興興（Xing Xing） （中国名：錦竹） | メス  | 1996年 8月12日  | 2000年7月16日                                           | 2014年 10月14日                        | 2002年12月5日                                    | 神戸市立王子動物園                            | Pan Pan/永巴 |
| タンタン           | 旦旦（Dan Dan） （中国名：爽爽）   | メス  | 1995年 9月16日  | 2000年7月16日                                           | 2024年 3月31日                         | 日本で死亡                                       | 神戸市立王子動物園                            | 振振/冬冬    |
| コウコウ （2代目） | 興興（Xing Xing） （中国名：龍龍） | オス  | 1995年 9月14日  | 2002年12月9日                                           | 2010年 9月9日                          | 日本で死亡                                       | 神戸市立王子動物園                            | Pan Pan/佳佳 |
| ※名前なし          | ※名前なし                          | オス  | 2008年 8月26日  | 日本                                                    | 2008年 8月29日                         | 日本で死亡                                       | 神戸市立王子動物園                            | 興興/旦旦    |
| シンシン           | 辰辰（Shen Shen） 申申?            | オス  | 不明            | 1988年3月25日 （1988年7月9日） （1988年9月19日）        | 不明                                   | （1988年7月5日） （1988年9月18日） 1989年1月10日 | 池田動物園 函館EXPO'88 アドベンチャーワールド |              |
| ケイケイ           | 慶慶（Qing Qing）                  | メス  | 1984年 9月9日   | 1988年3月25日 （1988年7月9日） （1988年9月19日）        | 2023年 1月20日                         | （1988年7月5日） （1988年9月18日） 1989年1月10日 | 池田動物園 函館EXPO'88 アドベンチャーワールド |              |
| エイメイ           | 永明（Yong Ming）                  | オス  | 1992年 9月14日  | 1994年9月6日                                            | 2025年 1月25日                         | 2023年2月22日                                    | アドベンチャーワールド                        | 良良/永永    |
| ヨウヒン           | 蓉浜（Rong Bang）                  | メス  | 1992年 9月4日   | 1994年9月6日                                            | 1997年 7月17日                         | 日本で死亡                                       | アドベンチャーワールド                        | 母：美美     |
| メイメイ           | 梅梅（Mei Mei）                    | メス  | 1994年 8月31日  | 2000年7月7日                                            | 2008年 10月15日                        | 日本で死亡                                       | アドベンチャーワールド                        | 林楠 /蘇蘇   |
| ラウヒン           | 良浜（Liang Bang）                 | メス  | 2000年 9月6日   | 日本                                                    | 成都ジャイアントパンダ繁殖研究基地     | 2025年6月28日                                    | アドベンチャーワールド                        | 哈蘭/梅梅    |
| ユウヒン           | 雄浜（Xiong Bang）                 | オス  | 2001年 12月17日 | 日本                                                    | 成都ジャイアントパンダ繁殖研究基地     | 2004年6月21日                                    | アドベンチャーワールド                        | 永明/梅梅    |
| リュウヒン         | 隆浜（Long Bang）                  | オス  | 2003年 9月8日   | 日本                                                    | 成都ジャイアントパンダ繁殖研究基地     | 2007年10月27日                                   | アドベンチャーワールド                        | 永明/梅梅    |
| シュウヒン         | 秋浜（Qiu Bang）                   | オス  | 2003年 9月8日   | 日本                                                    | 深圳（セン）野生動物園                 | 2007年10月27日                                   | アドベンチャーワールド                        | 永明/梅梅    |
| コウヒン           | 幸浜（Xing Bang）                  | オス  | 2005年 8月23日  | 日本                                                    | 成都ジャイアントパンダ繁殖研究基地     | 2010年3月15日                                    | アドベンチャーワールド                        | 永明/梅梅    |
| ※名前なし          | ※名前なし                          | オス  | 2005年 8月24日  | 日本                                                    | 2005年 8月25日                         | 日本で死亡                                       | アドベンチャーワールド                        | 永明/梅梅    |
| アイヒン           | 愛浜（Ai Bang）                    | メス  | 2006年 12月23日 | 日本                                                    | 陝西省珍稀野生動物護救飼養研究センター | 2012年12月14日                                   | アドベンチャーワールド                        | 永明/梅梅    |
| メイヒン           | 明浜（Ming Bang）                  | オス  | 2006年 12月23日 | 日本                                                    | 柳州動物園                             | 2012年12月14日                                   | アドベンチャーワールド                        | 永明/梅梅    |
| メイヒン           | 梅浜（Mei Bang）                   | メス  | 2008年 9月13日  | 日本                                                    | 唐山動物園                             | 2013年2月26日                                    | アドベンチャーワールド                        | 永明/良浜    |
| エイヒン           | 永浜（Yong Bang）                  | オス  | 2008年 9月13日  | 日本                                                    | 成都ジャイアントパンダ繁殖研究基地     | 2013年2月26日                                    | アドベンチャーワールド                        | 永明/良浜    |
| カイヒン           | 海浜（Hai Bang）                   | オス  | 2010年 8月11日  | 日本                                                    | 貴陽市黔霊山公園                       | 2017年6月5日                                     | アドベンチャーワールド                        | 永明/良浜    |
| ヨウヒン           | 陽浜（Yang Bang）                  | メス  | 2010年 8月11日  | 日本                                                    | 成都ジャイアントパンダ繁殖研究基地     | 2017年6月5日                                     | アドベンチャーワールド                        | 永明/良浜    |
| リーリー           | 力力（Li Li） （中国名：比力）     | オス  | 2005年 8月16日  | 2011年2月21日                                           | 雅安碧峰峡パンダ保護基地               | 2024年9月29日                                    | 東京都恩賜上野動物園                          | 霊霊/公主    |
| シンシン           | 真真（Zhen Zhen） （中国名：仙女） | メス  | 2005年 7月5日   | 2011年2月21日                                           | 雅安碧峰峡パンダ保護基地               | 2024年9月29日                                    | 東京都恩賜上野動物園                          | 琳琳/英英    |
| ※名前なし          | ※名前なし                          | オス  | 2012年 7月5日   | 日本                                                    | 2012年 7月11日                         | 日本で死亡                                       | 東京都恩賜上野動物園                          | 力力/真真    |
| ユウヒン           | 優浜（You Bang）                   | メス  | 2012年 8月10日  | 日本                                                    | 宿州野生動物園                         | 2017年6月5日                                     | アドベンチャーワールド                        | 永明/良浜    |
| オウヒン           | 桜浜（Ying Bang）                  | メス  | 2014年 12月2日  | 日本                                                    | 成都ジャイアントパンダ繁殖研究基地     | 2023年2月22日                                    | アドベンチャーワールド                        | 永明/良浜    |
| トウヒン           | 桃浜（Tao Bang）                   | メス  | 2014年 12月2日  | 日本                                                    | 成都ジャイアントパンダ繁殖研究基地     | 2023年2月22日                                    | アドベンチャーワールド                        | 永明/良浜    |
| ユイヒン           | 結浜（Jie Bang）                   | メス  | 2016年 9月18日  | 日本                                                    | 成都ジャイアントパンダ繁殖研究基地     | 2025年6月28日                                    | アドベンチャーワールド                        | 永明/良浜    |
| シャンシャン       | 香香 (Xiang Xiang)                 | メス  | 2017年 6月12日  | 日本                                                    | 雅安碧峰峡パンダ保護基地               | 2023年2月21日                                    | 東京都恩賜上野動物園                          | 力力/真真    |
| サイヒン           | 彩浜（Cai Bang）                   | メス  | 2018年 8月14日  | 日本                                                    | 成都ジャイアントパンダ繁殖研究基地     | 2025年6月28日                                    | アドベンチャーワールド                        | 永明/良浜    |
| フウヒン           | 楓浜（Feng Bang）                  | メス  | 2020年 11月22日 | 日本                                                    | 成都ジャイアントパンダ繁殖研究基地     | 2025年6月28日                                    | アドベンチャーワールド                        | 永明/良浜    |
| レイレイ           | 蕾蕾(Lei Lei)                      | メス  | 2021年 6月23日  | 日本                                                    | 東京都恩賜上野動物園                   |                                                  | 東京都恩賜上野動物園                          | 力力/真真    |
| シャオシャオ       | 暁暁(Xiao Xiao)                    | オス  | 2021年 6月23日  | 日本                                                    | 東京都恩賜上野動物園                   |                                                  | 東京都恩賜上野動物園                          | 力力/真真    |

#### アメリカ合衆国
アメリカ合衆国カリフォルニア州のサンディエゴ動物園には、出産6回の「白雲」がいた（2019年5月に中国に帰国）。
テネシー州のメンフィス動物園は、2003年から2023年まで20年間の契約でヤーヤーとローローの貸与を受けていたが、2023年2月にローローが心疾患で死亡、ヤーヤーは同年4月に中国に返還された。2024年10月、ワシントンD.C.にあるスミソニアンの国立動物園に3歳の雄のバオリーと雌のチンバオが送られた。

#### オーストラリア
オーストラリアのアデレード動物園は南半球で唯一ジャイアントパンダ（ワンワンとフニの2頭）を保育している。

### パンダ外交
記録上初めてパンダが外国へ贈られたのは唐時代の685年（垂拱元年）、武則天が日本の天武天皇へ贈った2頭の「白熊」だと言われている。
1900年代
中華人民共和国の中国共産党は各国との関係発展のために相手国にパンダを贈呈する、いわゆるパンダ外交を展開してきた。これが転じて、アメリカなどでは親中派が「パンダ・ハガー（panda hugger、パンダを抱く人）」と呼ばれることがある。
中華人民共和国政府から西側諸国にパンダが贈呈されたのは、1972年2月のニクソン大統領の中国訪問の際に大統領夫人のパット・ニクソンはパンダが好きであることから周恩来が「何頭か提供する」と申し出たことを受けて同年4月にアメリカに贈られたリンリンとシンシンが最初であり、以降、日本・フランス・イギリスなどに贈呈された。
日本においては、1970年代にジャイアントパンダの大ファンである黒柳徹子が紹介した。その後日中国交正常化により上野動物園に中国からカンカンとランランの2頭が贈られると、日本中にパンダ・ブームが起こった。アニメでは『パンダの大冒険』や『パンダコパンダ』がつくられた。
中国国外に贈与されたジャイアントパンダの数は1957年から83年までで24頭にのぼったが、1984年にジャイアントパンダがワシントン条約の附属書IIIから附属書Ｉに移行され、商業目的の取引が禁止され、パンダの贈与は出来なくなった。しかしその後1980年代から1990年代初期にかけて、ジャイアントパンダが中国国外の動物園に高額でレンタルされる例が続出したため、パンダに商業的な価値が生まれることで野生のパンダの捕獲が誘発されることへの懸念から、1997年のワシントン条約締約国会議で「野生で捕獲された個体の輸出は、特定の場合を除いて認可されるべきではない」ことと、「パンダの貸し出しで得た収益は野生のパンダ保護のために再投資されるべき」との勧告がなされた。
このような経緯から、野生の個体を捕獲するのではなく中国の動物園や保護センターで生まれた個体のみが中国国外にレンタルされるようになり、中国がパンダのレンタルで得た高額なレンタル料も「保護活動費」として野生のパンダ保護のために使われるようになった。保護活動費の使い道はWWFによって監視されている。
2000年代
2005年に、中華人民共和国と「中国の代表権」をめぐって対立を続けている中華民国（台湾）の比較的親中的な野党である中国国民党および親民党代表団が中華人民共和国を訪問した際に、中国共産党側から中華民国にジャイアントパンダを贈る約束を取りつけた。
これに対して民主進歩党の陳水扁政権は、ワシントン条約に基づき、中華人民共和国政府が輸出許可書を発行することを求めた。これは「パンダ外交」による国民の反中心情の緩和を警戒したものである。しかし、中華人民共和国政府は「国内移動」として、これを拒否した。そのため、中華民国政府はパンダの輸入を許可していない。
しかし2008年の国民党の馬英九政権の対中緩和政策でジャイアントパンダを受け入れた。
2020年12月7日、米中対立の激化により、スミソニアン国立動物園の3頭のパンダが懸案となったが、米国が年間50万ドル（約5200万円）を支払うことで2023年まで滞在延長することで米中間は合意した。
ワシントン条約によりレンタル扱い
現在ではワシントン条約とその加盟国が独自に条約運用のために定めた法の影響で学術研究目的以外での取引は難しいため、外交として中国国外にジャイアントパンダを贈与することはできず、中国の動物園か保護センターで生まれた個体を「繁殖研究」などの名目で中国国外の動物園にレンタルする形となっており、レンタルされる個体はすべて「中国籍」である。
過去に贈られたジャイアントパンダはその当事国の国籍を持っているが、その数は少ないため「非中国籍」同士での繁殖は難しく、また片方の親が中国籍であれば生まれた子供はすべて「中国籍」となる。そのレンタル料も高額であり、つがい一組で年間1億円程度、自然死であると証明できない死亡における賠償額は5千万円程度で契約されている。レンタル料は「保護活動費」との名目で、借り受けた動物園を介して「中国野生生物保護協会」に送られ、本種の研究費や生息地保護資金に充てられている。
「パンダは新鮮な笹しか食べないので食費がかさむ」などの事情に加え（笹が自生しない国では中国から毎日空輸することになる）、高額なレンタル料も一因となり、アトランタ（アメリカ）の動物園では2006年に資金難を理由として、カルガリー動物園（カナダ）でも2020年に新型コロナウイルスに伴う物流混乱により笹の調達が困難になったとして、本種を返還した。本種はもはや「レンタル外交」というビジネスであるとも言われている。

### 客寄せパンダ
日本ではジャイアントパンダの人気は高く、本種のいる日本の動物園ではそれを目当てとした来園客が非常に多い。そのため、興行などで集客力のある人気者を指す客寄せパンダという言葉が生まれた。語源には以下の2種の他にも幾つかある。
- 神戸ポートアイランド博覧会（開期・1981年3月20日〜9月15日）においてジャイアントパンダ（「サイサイ」（雄6歳）「ロンロン」（雌17歳））が展示されたが、この博覧会は「新しい“海の文化都市”の創造」をメインテーマに海洋文化や港湾建設など海に関する物事をテーマに開催された博覧会だったにも関わらず、当時は東京の上野動物園へ行かなければ見ることが出来なかったジャイアントパンダを関西圏で見られるとあって、海とは特に関係のないジャイアントパンダが博覧会における展示の中でも特に人気の的となってしまった。この出来事を当時のマスコミが「パンダが来たおかげで博覧会の入場者が増加した」などと報じた事から転じて「客寄せパンダ」の名称が発生し、以後その言葉が汎く定着したという説。

- 1980年の衆参同日選挙前[115]、並びに1981年6月の東京都議選応援演説における田中角栄の「人寄せパンダ」[116][117][118]発言の「人寄せ」部分が変化した という説。

### 「白黒のもの」を意味する表現

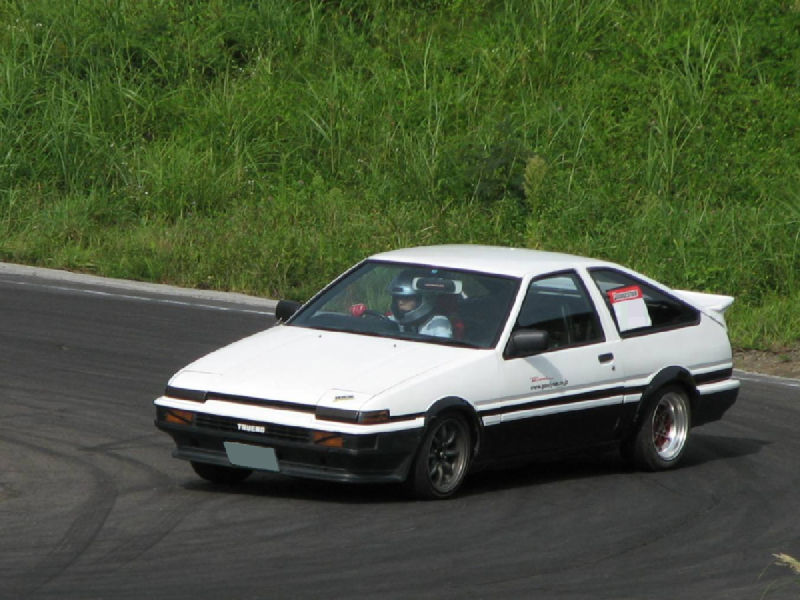
通称『パンダトレノ』

また、その体の色から「白黒のもの」をさす言葉として使用されることがある。その顕著な例に、日本のパトカーや、民間車両ではトヨタ・カローラレビン/スプリンタートレノ(AE86)の白黒ツートンカラー車を指す「パンダレビン」/「パンダトレノ」という語がある。
また、イロワケイルカを体色パターンが似ていることから「パンダイルカ」と呼ぶこともある他、ナマズ目のコリドラスの一種にも、その体色から Corydoras panda (Nijssen & Isbrücker, 1971) という学名がつけられたものがいる。